# Čabar
Čabar je grad u Hrvatskoj. Grad Čabar izdvaja se kao posebna cjelina, mikroregija na krajnjem sjevernozapadnom dijelu Gorskog kotara, okružena Republikom Slovenijom s oko 54 km državne granice. Grad Čabar pokriva 282 km2 površine, od čega je oko 215 km2  pod šumom.  Rijeka Čabranka predstavlja prirodnu granicu između područja Čabra i Slovenije. Sam pojam grad Čabar se odnosi i na mjesto Čabar, kao i na područje okolnih većih naselja: Prezid, Tršće, Plešce i Gerovo.

## Gradska naselja
Čabru pripada 42 naselja, to su: Bazli, Brinjeva Draga, Čabar, Crni Lazi, Donji Žagari, Fažonci, Ferbežari, Gerovo, Gerovski Kraj, Gorači, Gornji Žagari, Hrib, Kamenski Hrib, Kozji Vrh, Kraljev Vrh, Kranjci, Lautari, Lazi, Makov Hrib, Mali Lug, Mandli, Okrivje, Parg, Plešce, Podstene, Požarnica, Prezid, Prhci, Prhutova Draga, Pršleti, Ravnice, Selo, Smrečje, Smrekari, Sokoli, Srednja Draga, Tropeti, Tršće, Vode, Vrhovci, Zamost i Zbitke.
Bivša naseljena naselja: Brezovci, Konjci, Kupari, Markci, Mošun, Podgrič, Putari, Srednji Hrib, Steklice, Šafari, Šegine i Žikovci.

## Zemljopis
Grad Čabar smješten je u zapadnoj Hrvatskoj, na krajnjem sjeveru Primorsko-goranske županije. Područje grada Čabra predstavlja područje bivše općine Čabar koja uključuje 5 većih mjesta bivše općine i to Čabar, Prezid, Tršće, Gerovo i Plešce te ostala manja mjesta i zaseoke. Ljeta su ugodna, zime oštre i hladne, dok je najveći dio površine grada prekriven šumom pa se može reći da je Čabar grad s najvećim zelenim parkom na svijetu.

## Stanovništvo
Prema popisu stanovništva iz 2001. godine na području grada Čabra ima 4387 stanovnika. Trend broja stanovnika zadnjih godina bilježi stalno opadanje te je natalitet manji od mortaliteta. Razlog tome jest slaba zemljopisna povezanost i teški uvjeti života, te nebriga lokalne i državne vlasti za stvarenje uvjeta za ostanak prije svega mladih na području grada Čabra kao i stvaranja uvjeta za pristojan život svih stanovnika grada Čabra.
| broj stanovnika | 7235  | 7313  | 5971  | 6697  | 6770  | 7467  | 6620  | 7595  | 6041  | 6360  | 6702  | 6083  | 5465  | 5169  | 4387  | 3770  | 3226  |
|                 | 1857. | 1869. | 1880. | 1890. | 1900. | 1910. | 1921. | 1931. | 1948. | 1953. | 1961. | 1971. | 1981. | 1991. | 2001. | 2011. | 2021. |

| broj stanovnika | 293   | 307   | 319   | 351   | 328   | 326   | 277   | 349   | 298   | 427   | 431   | 572   | 628   | 597   | 511   | 412   | 325   |
|                 | 1857. | 1869. | 1880. | 1890. | 1900. | 1910. | 1921. | 1931. | 1948. | 1953. | 1961. | 1971. | 1981. | 1991. | 2001. | 2011. | 2021. |

## Gospodarstvo
- Drvna industrija
- Proizvodi od drveta
- Zimski sportovi

## Poznate osobe
- Petar Klepac
- Petar Zrinski
- Vilim Svečnjak

## Spomenici i znamenitosti
- Dvorac Petra Zrinskog – Čabar
- Tunel od Dvorca Petra Zrinskog do Tropetarske stjene – Čabar
- Prva kovačnica u Hrvatskoj – Čabar
- Crkva sv. Antuna Padovanskog – Čabar
- Crkva sv. Vida – Prezid
- Stari rimski zid Limes – Prezid
- „Stopama tršćanskih rudara“ i „Staza predatora“  – Tršće
- Energetsko-rekreativna staza – Prezid

## Obrazovanje
- OŠ "Petar Zrinski" Čabar
- SŠ "Vladimir Nazor" Čabar

## Kultura
- Galerija Vilima Svečnjaka
- Kuća Vesel u Prezidu
- Zavičajna zbirka u Prezidu
- Zavičajna zbirka u Čabru
- Spomenik kralju Tomislavu na trgu "Trg kralja Tomislava" u Čabru

## Šport
- Casting – Svjetski prvaci Marko Popović i Goran Ožbolt u castingu (ribolovu)
- Brdska auto-utrka u Čabru svake godine u 7. mjesecu
- Lukostreličarstvo 3D Prezid
- Nogometni klub Snježnik Gerovo
- Međunarodna brdska utrka Čabar

## Vanjske poveznice
- Službene stranice grada Čabra
- Udruga mladih Grada Čabra "Prosper"  Arhivirana inačica izvorne stranice od 1. kolovoza 2009. (Wayback Machine)
- OŠ "Petar Zrinski" Čabar  Arhivirana inačica izvorne stranice od 26. veljače 2014. (Wayback Machine)
- SŠ "Vladimir Nazor" Čabar  Arhivirana inačica izvorne stranice od 26. veljače 2014. (Wayback Machine)

|  | Portal Hrvatske – Pristup člancima s tematikom o Hrvatskoj. |